# Мелікян Бабкен Людвигович
Бабкен Людвигович Мелікян (вірм. Բաբկեն Լյուդվիգի Մելիքյան; нар. 3 квітня 1960, Єреван, Вірменська РСР) — радянський, вірменський та ліванський футболіст та тренер, виступав на позиції нападника та півзахисника.

## Клубна кар'єра
Вихованець єреванського РСДЮШОР, в якій займався з 1971 року. Дорослу футбольну кар'єру розпочав у 1977 році у футболці єреванського СКІФа, який виступав у Другій лізі радянського чемпіонату. У цьому турнірі Бабкен зіграв 9 поєдинків. А вже наступного року перейшов до «Арарату». Дебютував за нову команду 16 квітня 1978 року в програному (0:2) домашньому поєдинку 1/8 фіналу кубку СРСР проти донецького «Шахтаря». Мелікян вийшов на поле в стартовому складі та відіграв увесь матч. У Вищій лізі чемпіонату СРСР дебютував 18 травня 1978 року в програному (0:2) домашньому поєдинку 7-о туру проти одеського «Чорноморця». Бабкен вийшов на поле на 46-й хвилині, замінивши Андраніка Хачатряна. Вперше у футболці єреванського колективу відначився голом 29 липня 1978 року на 12-й хвилині переможного (1:0) виїзного поєдинку 18-о туру Вищої ліги СРСР проти ленінградського «Зеніту». Мелікян вийшов на поле в стартовому складі, а на 77-й хвилині його замінив Сергій Закарян. У команді виступав протягом 7 років, був гравцем основної обойми.
У 1985 році відправився проходити військову службу в складі одеського СКА, яке на той час виступало в Другій союзній лізі. У складі одеських «армійців» був гравцем основної обойми, у Другій лізі зіграв 46 матчів та відзначився 12-а голами. По завершенні «служби» покинув СКА, але залишився в Україні. По ходу сезону 1986 року перейшов до дніпропетровського «Дніпра». Дебютував за «дніпрян» 14 червня 1986 року в програному (1:2) виїзному поєдинку 1/16 фіналу кубку СРСР проти запорізького «Металурга». Бабкен вийшов на поле в стартовому складі, а на 46-й хвилині його замінив Олександр Червоний. Дебютував у Вищій лізі за дніпропетровський клуб 20 липня 1986 року в нічийному (1:1) виїзному поєдинку 18-о туру проти мінського «Динамо». Бабкен вийшов на поле в стартовому складі та відіграв увесь матч. У чемпіонаті СРСР зіграв 3 поєдинки, 1 матч провів у кубку СРСР, ще 3 поєдинки відіграв у кубку Федерації футболу СРСР. В основному виступав за «дубль» дніпропетровців, у футболці якого провів 12 поєдинків та відзначився 4-а голами. Із завершенням чемпіонату 1986 року Мелікян покинув дніпропетровський «Дніпро». 
З наступного року перебував у складі московського «Спартака». Дебют відбувся 10 березня 1987 року в переможному (3:1) виїзному поєдинку першого туру Вищої ліги проти тбіліського «Динамо». Мелікян вийшов на поле в стартовому складі та відіграв увесь матч. Єдиним голом у футболці «спартаківців» відзначився 21 березня 1987 року на 14-й хвилині переможного (4:1) домашнього поєдинку третього туру Вищої ліги проти бакинського «Нефтчі». Бабкен вийшов на поле в стартовому складі та відіграв увесь матч. Пробув в команді тільки половину сезону, за цей час у Вищій лізі зіграв 8 матчів (1 гол), ще 3 поєдинки відіграв у кубку Федерації. Окрім цього виступав за дубль москвичів — 6 матчів, 3 голи. Влітку того ж року перейшов в абовянський «Котайк». Дебютував за нову команду 28 липня 1987 року в нічийному (2:2) домашньому поєдинку 23-о туру Першої ліги проти кемеровського «Кузбасу». Бабкен вийшов на поле в стартовому складі та відіграв увесь матч, а на 85-й хвилині відзначився дебютним голом за нову команду. У першій союзній лізі зіграв 18 матчів та відзначився п'ятьма голами.
У 1988 році повернувся до «Арарату», зігравши 12 березня того ж року в поєдинку другого туру Вищої ліги проти вільнюського «Жальгіріса». Мелікян вийшов на поле на 60-й хвилині, замінивши Едуарда Вераняна. Першим голом після повернення до єреванського клубу відзначився 18 квітня 1988 року на 41-й хвилині переможного (2:1) виїзного поєдинку шостого туру Вищої ліги проти тбіліського «Динамо». Мелікян вийшов на поле в стартовому складі та відіграв увесь матч. У команді провів чотири сезони, був основним гравцем. У Вищій лізі зіграв 103 матчі (14 голів), у кубку — 11 (2 голи) та в кубку Федерації — 8 поєдинків. По завершенні сезону 1991 року залишив єреванський клуб. 
Після розпаду СРСР виїхав до Лівану, де з 1992 по 1998 рік виступав за футбольну команду вірменської общини, бейрутський «Оменмен». Отримав ліванське громадянство. З 1998 по 2000 рік виступав за інший бейрутський колектив — «Саджес». У 2000 році повернувся до «Оменмену», де наступного року завершив кар'єру професіонального футболіста.

## Кар'єра в збірній
Завдяки ліванському громадянству, отриманому під час виступів у чемпіонаті цієї країни, отримав право виступати за національну збірну Лівану. У складі ліванської збірної відзначився трьома голами.

## Кар'єра тренера
Ще будучи гравцем ліванських клубів допомагав тренувати ці клуби. Був виконуючим обов'язки головного тренера футбольного клубу «Міка» з жовтня 2009 року й до кінця року. За 4 тури до закінчення чемпіонату 2010 року подав у відставку з поста головного тренера єреванської «Кілікії» Самвел Дарбинян. Замість досвідченого фахівця, який залишив клуб, був запрошений Бабці Мелікян. У новому році команда з Мелікяном розпочала підготовку до нового сезону. Проведено були декілька тренувань. Керівництву клубу потрібно було підтвердити участь «Кілікії» в першості країни 2011 року та внести відповідні внески до 16 січня. Але ніяких підтверджень та оплат не здійснили в зазначений термін. 26 січня керівництво клубу направило офіційний лист до Федерації футболу Вірменії, повідомивши, що команда розформовується і не зможе взяти участь в чемпіонаті Вірменії 2011 року через фінансові проблеми. 31 січня ФФА офіційно ухвалила рішення виключити «Кілікію» з усіх футбольних турнірів під егідою ФФА. Таким чином клуб припинив своє існування.

## Досягнення

### Як гравця
- Вища ліга СРСР
  -  Чемпіон (1): 1987

- Кубок Федерації футболу СРСР
  -  Володар (2): 1986, 1987

- * Чемпіонат Європи (U-21)
  -  Чемпіон (1): 1980

### Як тренера
- Прем'єр-ліга (Вірменія)
  -  Срібний призер (1): 2009

## Особисте життя
Одружений з дочкою олімпійського чемпіона з футболу Йожефа Беци.
Має сина Арсена, також професійного футболіста.